# Saint-Étienne-de-Fursac
 Saint-Étienne-de-Fursac  là một xã thuộc tỉnh Creuse trong vùng Nouvelle-Aquitaine miền trung nước Pháp. Xã này nằm ở khu vực có độ cao trung bình 324 mét trên mực nước biển.